# Anna Tsjakvetadze
Anna Dzjamboelilovna Tsjakvetadze (Russisch: Анна Джамбулиловна Чакветадзе) (Moskou, 5 maart 1987) is een voormalig professioneel tennisspeelster uit Rusland. Zij was actief in het internationale tennis van 2001 tot en met 2012.

## Loopbaan
Tsjakvetadze begon met tennissen op haar achtste, op initiatief van haar moeder. Zij is rechtshandig en speelt het liefst op hardcourt. Zij reisde altijd met haar vader. Zij werd prof in 2003 en bereikte dat jaar reeds de finale van het juniorentoernooi op Wimbledon, die zij verloor van de Belgische Kirsten Flipkens.

### Enkelspel
Tsjakvetadze won in totaal acht WTA-titels. Haar grootste zege was in haar geboortestad Moskou (2006), waar zij onder meer Jelena Dementjeva en Nadja Petrova wist te verslaan. In Rosmalen (2007) wist zij Jelena Janković te kloppen. In februari 2007 haalde zij voor het eerst in haar loopbaan de top tien en op 10 september van dat jaar bereikte zij haar hoogste positie: de vijfde.
Haar beste resultaat op de grandslamtoernooien is het bereiken van de halve finale, op het US Open 2007, waar zij onder meer de Israëlische Shahar Peer klopte.
Slechts éénmaal verloor Tsjakvetadze een WTA-finale, van de Deense Caroline Wozniacki op het toernooi van New Haven 2008.

### Dubbelspel
Tsjakvetadze was in het dubbelspel minder actief dan in het enkelspel. Zij bereikte zesmaal een WTA-finale, die zij allemaal verloor. Haar hoogste notering op de WTA-ranglijst is de 53e plaats, die zij bereikte in augustus 2007.

### Tennis in teamverband
In de periode 2006–2009 maakte Tsjakvetadze deel uit van het Russische Fed Cup-team – zij behaalde daar een winst/verlies-balans van 7–3.
In september 2013 gaf zij te kennen dat zij stopte met professioneel tennis, omwille van aanhoudende rugklachten.

## Posities op deWTA-ranglijst
Positie per einde seizoen:
| jaar | rang enkelspel | rang dubbelspel |
| ---- | -------------- | --------------- |
| 2002 | 756            | –               |
| 2003 | 374            | –               |
| 2004 | 84             | 661             |
| 2005 | 33             | 280             |
| 2006 | 13             | 68              |
| 2007 | 6              | 75              |
| 2008 | 18             | 285             |
| 2009 | 70             | 304             |
| 2010 | 56             | 134             |
| 2011 | 230            | 1123            |
| 2012 | 222            | 236             |

## Palmares
| Legenda                | Legenda                  |
| ---------------------- | ------------------------ |
| Grandslamtoernooi      |                          |
| Olympische Spelen      |                          |
| Year-End Championships |                          |
| tot 2009               | 2009 – 2020 / vanaf 2021 |
| Tier I                 | Premier Mandatory        |
| Tier II                | Premier Five / WTA 1000  |
| Tier III               | Premier / WTA 500        |
| Tier IV & V            | International / WTA 250  |
|                        | Challenger / WTA 125     |

### WTA-finaleplaatsen enkelspel
| nr.              | finale     | toernooi       | ondergrond | tegenstandster          | score         |         |
| ---------------- | ---------- | -------------- | ---------- | ----------------------- | ------------- | ------- |
| gewonnen finales |            |                |            |                         |               |         |
| 1.               | 2006-10-01 | WTA Guangzhou  | hardcourt  | Anabel Medina Garrigues | 6-3, 6-4      | details |
| 2.               | 2006-10-15 | WTA Moskou     | tapijt (i) | Nadja Petrova           | 6-4, 6-4      | details |
| 3.               | 2007-01-12 | WTA Hobart     | hardcourt  | Vasilisa Bardina        | 6-3, 7-6      | details |
| 4.               | 2007-06-23 | WTA Rosmalen   | gras       | Jelena Janković         | 7-6, 3-6, 6-3 | details |
| 5.               | 2007-07-22 | WTA Cincinnati | hardcourt  | Akiko Morigami          | 6-1, 6-3      | details |
| 6.               | 2007-07-29 | WTA Stanford   | hardcourt  | Sania Mirza             | 6-3, 6-2      | details |
| 7.               | 2008-02-10 | WTA Parijs     | tapijt (i) | Ágnes Szávay            | 6-3, 2-6, 6-2 | details |
| 8.               | 2010-07-25 | WTA Portorož   | hardcourt  | Johanna Larsson         | 6-1, 6-2      | details |
| verloren finales |            |                |            |                         |               |         |
| 1.               | 2008-08-23 | WTA New Haven  | hardcourt  | Caroline Wozniacki      | 6-3, 4-6, 1-6 | details |

### WTA-finaleplaatsen vrouwendubbelspel
| nr.              | finale     | toernooi      | ondergrond | partner            | tegenstandsters                      | score            |         |
| ---------------- | ---------- | ------------- | ---------- | ------------------ | ------------------------------------ | ---------------- | ------- |
| gewonnen finales |            |               |            |                    |                                      |                  |         |
| geen             |            |               |            |                    |                                      |                  |         |
| verloren finales |            |               |            |                    |                                      |                  |         |
| 1.               | 2006-09-24 | WTA Peking    | hardcourt  | Jelena Vesnina     | Virginia Ruano Pascual Paola Suárez  | 2-6, 4-6         | details |
| 2.               | 2007-07-29 | WTA Stanford  | hardcourt  | Viktoryja Azarenka | Sania Mirza Shahar Peer              | 4-6, 6-7         | details |
| 3.               | 2007-08-05 | WTA San Diego | hardcourt  | Viktoryja Azarenka | Cara Black Liezel Huber              | 5-7, 4-6         | details |
| 4.               | 2010-02-14 | WTA Pattaya   | hardcourt  | Ksenija Pervak     | Marina Erakovic Tamarine Tanasugarn  | 5-7, 1-6         | details |
| 5.               | 2010-07-24 | WTA Portorož  | hardcourt  | Marina Erakovic    | Maria Kondratjeva Vladimíra Uhlířová | 4-6, 6-2, [7-10] | details |
| 6.               | 2012-09-15 | WTA Tasjkent  | hardcourt  | Vesna Dolonts      | Paula Kania Palina Pechava           | 2-6, opg.        | details |

### Gewonnen ITF-toernooien enkelspel
| nr. | finale     | toernooi  | dotatie   | ondergrond    | tegenstandster in finale | score         |
| --- | ---------- | --------- | --------- | ------------- | ------------------------ | ------------- |
| 1.  | 2004-02-22 | Redbridge | $ 25.000  | hardcourt (i) | Virginie Pichet          | 6-2, 6-2      |
| 2.  | 2010-08-28 | The Bronx | $ 100.000 | hardcourt (i) | Sofia Arvidsson          | 4-6, 6-2, 6-2 |

## Resultaten grandslamtoernooien
| Legenda | Legenda                          |
| ------- | -------------------------------- |
| g.t.    | geen toernooi gehouden           |
| l.c.    | lagere categorie                 |
| –       | niet deelgenomen                 |
| G       | uitgeschakeld in de groepsfase   |
| 1R      | uitgeschakeld in de eerste ronde |
| 2R      | uitgeschakeld in de tweede ronde |
| 3R      | uitgeschakeld in de derde ronde  |
| 4R      | uitgeschakeld in de vierde ronde |
| KF      | uitgeschakeld in de kwartfinale  |
| HF      | uitgeschakeld in de halve finale |
| F       | de finale verloren               |
| W       | het toernooi gewonnen            |
| w-v     | winst/verlies-balans             |

### Enkelspel
| Toernooi        | 2004 | 2005 | 2006 | 2007 | 2008 | 2009 | 2010 | 2011 | 2012 |
| --------------- | ---- | ---- | ---- | ---- | ---- | ---- | ---- | ---- | ---- |
| Australian Open | –    | 2R   | 2R   | KF   | 3R   | 2R   | 1R   | 2R   | 1R   |
| Roland Garros   | –    | 3R   | 2R   | KF   | 2R   | 1R   | 1R   | –    | –    |
| Wimbledon       | –    | 1R   | 3R   | 3R   | 4R   | 1R   | 2R   | 1R   | –    |
| US Open         | 3R   | 3R   | 4R   | HF   | 1R   | 2R   | 1R   | –    | –    |

### Vrouwendubbelspel
| Toernooi        | 2005 | 2006 | 2007 | 2008 | 2009 | 2010 | 2011 |
| --------------- | ---- | ---- | ---- | ---- | ---- | ---- | ---- |
| Australian Open | –    | 1R   | 1R   | 1R   | 1R   | 1R   | 1R   |
| Roland Garros   | 2R   | KF   | 1R   | –    | 1R   | –    | –    |
| Wimbledon       | 1R   | 1R   | 2R   | –    | 2R   | 1R   | 1R   |
| US Open         | 1R   | 3R   | 1R   | –    | 1R   | –    | –    |

### Gemengd dubbelspel
| toernooi        | 2005 | 2006 |    | 2008 | 2009 |
| --------------- | ---- | ---- | -- | ---- | ---- |
| Australian Open | –    | 1R   | –  | –    |      |
| Roland Garros   | –    | 1R   | –  | –    |      |
| Wimbledon       | 2R   | 1R   | –  | 1R   |      |
| US Open         | –    | –    | 1R | –    |      |